# Stopplaats Leuvenheim
Stopplaats Leuvenheim (Lvh) is een voormalige halte aan de Staatslijn A tussen Arnhem en Leeuwarden. De stopplaats lag tussen de huidige stations van Dieren en Brummen. Stopplaats Leuvenheim was geopend van 1882 tot 1917.